# 孫廷獻
孫廷獻 (1840年—?)，字梦洲，号棣園，漢軍鑲黃旗人，清朝政治人物、同進士出身。
光緒三年（1877年），参加丁丑科殿試，登進士三甲第96名。同年五月，經吏部掣簽，授即用知縣。